# Loudermilk (televisieserie)
Loudermilk is een Amerikaanse komische serie. Ze werd door Peter Farrelly en Bobby Mort gecreëerd. De serie werd voor het eerst op 17 oktober 2017 door Audience uitgezonden.

## Opzet
Sam Loudermilk, een voormalig muziekrecensent vertolkt door Ron Livingston, leidt een zelfhulpgroep voor alcoholici. Hij is zeer brutaal naar zijn omgeving toe. Enkel tegen zijn vriend en sponsor, Ben Burns, is hij vriendelijker.

## Productie
Om van belastingverminderingen en de lagere Canadese dollar te kunnen genieten werd de serie in Canada geproduceerd met overwegend Canadese acteurs. De eerste twee seizoenen werden door AT&T's Audience uitgezonden. Audience werd echter in januari 2020 opgedoekt. Amazon Prime zond het derde seizoen uit in december 2020. Bedenker Farrelly zei in een interview in 2020 nog minstens een vierde seizoen te willen maken.

## Rolverdeling
Hoofdrollen
| Acteur         | Personage      |
| -------------- | -------------- |
| Ron Livingston | Sam Loudermilk |
| Will Sasso     | Ben Burns      |
| Anja Savcic    | Claire         |
| Laura Mennell  | Allison        |

Nevenrollen
| Acteur           | Personage      |
| ---------------- | -------------- |
| Toby Levins      | Carl           |
| Mark Brandon     | Reardon        |
| Timothy Webber   | Ed             |
| Viv Leacock      | Stevy          |
| Jackie Flynn     | Tony           |
| Brendan McNamara | Tom Blitt      |
| Anna Galvin      | Jane Wilkes    |
| Mat Fraser       | Roger          |
| Brian Regan      | Mugsy          |
| Danny Wattley    | Cutter         |
| Eric Keenleyside | Father Michael |